# Tarsomys echinatus
Taeromys echinatus és una espècie de mamífer rosegador de la família dels múrids. És endèmica dels altiplans de Mindanao (Filipines), on viu a altituds d'entre 800 i 1.100 msnm. El seu hàbitat natural són els boscos de plana. Està amenaçada per la desforestació. El seu nom específic, echinatus, significa ‘espinós’ en llatí.